# Galleria Sciliar
La galleria Sciliar (in tedesco Schlerntunnel) è una galleria ferroviaria posta sulla linea Brennero-Bolzano fra la stazione di Ponte Gardena e quella di Prato-Tires.

## Storia
La galleria venne costruita in sostituzione del tracciato ferroviario originario che costeggiava il fiume Isarco, ritenuto eccessivamente tortuoso e peraltro soggetto a caduta massi e a eventuali piene del corso d'acqua.
L'attivazione avvenne in due fasi nel 1994: il 12 settembre venne aperto all'esercizio uno dei due binari, mentre l'altro seguì con l'introduzione dell'orario invernale.

## Caratteristiche
La galleria ha lunghezza di 13287 m ed è posta fra le stazioni di Ponte Gardena e di Prato-Tires.
Il portale nord è posto alla progressiva chilometrica 171+474, il portale sud alla progressiva 158+187.